# La Vie dans les sous-bois

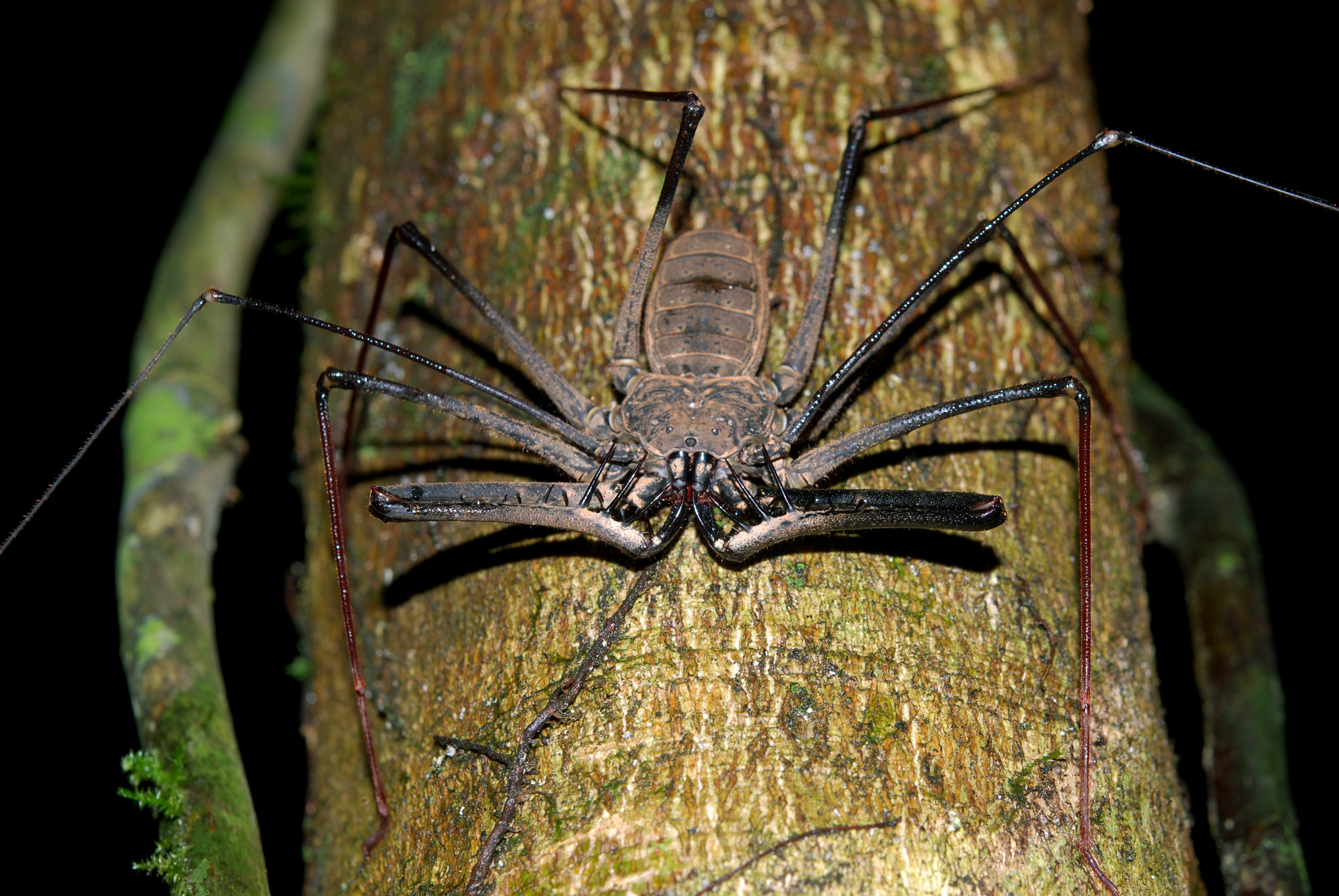
Amblypyge d'Amazonie, Equateur.

La Vie dans les sous-bois (Life in the Undergrowth) est une série documentaire de la BBC présentée par David Attenborough, retransmise pour la première fois à l'écran au Royaume-Uni le 23 novembre 2005.
Il s'agit d'une étude sur l'évolution et les habitudes des invertébrés. Ce cycle était la cinquième série d'enquêtes spécialisées de Attenborough suivant sa trilogie majeure qui a commencé avec La vie sur Terre. Chacun des cinq épisodes de 50 minutes regarde un groupe (ou un aspect) de créatures en utilisant des techniques photographiques innovantes.

## Liens
- BBC Life in the Undergrowth homepage
- Life in the Undergrowth on the Eden website
- « Life in the Undergrowth » (présentation de l'œuvre), sur l'Internet Movie Database
- Fly on the Wall at the Open University's Open2.net site